# D.D.D. (Koda Kumi)
D.D.D è una canzone JPop scritta dal duetto R&B giapponese SOULHEAD e dal loro produttore Octopussy; Le SOULHEAD hanno scritto i testi e la musica, mentre Octopussy si è occupato dell'arrangiamento musicale.

## Album
La canzone appare nel sesto Best album di Koda (Best ~second session~), ed è anche il terzo singolo del ~12 Single Collection~.

## Copertina
Come 
per gli altri 11 singoli di questa collection, la copertina del singolo rappresenta una versione stilizzata di un vestito tradizionale di una certa cultura; questa volta presenta la sua ispirazione dal Regno Unito e la figura simbolica di Britannia.

## Copie
Il singolo era un'edizione limitata di 50 000 copie, ed è stato pubblicato con Koda Kumi come artista principale e le SOULHEAD come collaboratrici. È stato anche pubblicizzato come "Inno delle ragazze da 3 diamanti" il quale indica che "D.D.D" è un'abbreviazione per "Diamond Diamond Diamond" (italiano: Diamante Diamante Diamante).

## Storia
La canzone è un inno al potere delle ragazze in stile R&B, pesantemente ispirata a "Lady Marmalade" di Missy Elliot e Rockwilder.

### Testi
I testi sono in giapponese con alcune frasi e parole in Inglese, ed è cantata come un duetto, interrotto solamente da una parte rap di una delle SOULHEAD.

### Variazioni
Una variazione di "D.D.D." chiamata "XXX" e pubblicata con Koda Kumi come collaboratrice è apparsa nel doppio A-side Pray/XXX, pubblicato dalle SOULHEAD il 1º febbraio 2006.

## Informazioni
D.D.D. è stato inserito nella pubblicità della Suzuki, per la rivendita dell'MW della Chevrolet, dal 2006 al 2007. La copertina del singolo rappresenta la Gran Bretagna.

## Tracce

### CD
1. D.D.D. feat. Soulhead - 4:12
2. D.D.D. feat. Soulhead (Instrumental) - 4:12

## Classifiche
| Posizione | 5 | 8 | 1 |

### Vendite
- Prima settimana: 42.548
- Totale: 47.608